# Marzio Andreuzzi
Marzio Andreuzzi (anche Andreucci) (Udine, 1557 – Traù, 29 novembre 1622) è stato un vescovo cattolico italiano, vescovo di Traù dal 1604 fino alla sua morte.

## Biografia
Marzio nacque da una nobile famiglia udinese: il padre Lodovico aveva sposato Cassandra Tritonio, il cui zio paterno Ruggero era abate a Pinerolo ed aveva influenze importante anche nella corte papale. Studiò all'Università di Padova e si laureò in utroque iure, ma invece di seguire il consiglio paterno ed intraprendere la professione di avvocato, preferì la vita sacerdotale. Nel 1582 divenne canonico nella metropolitana di Aquileia, probabilmente per l'intervento dello zio.

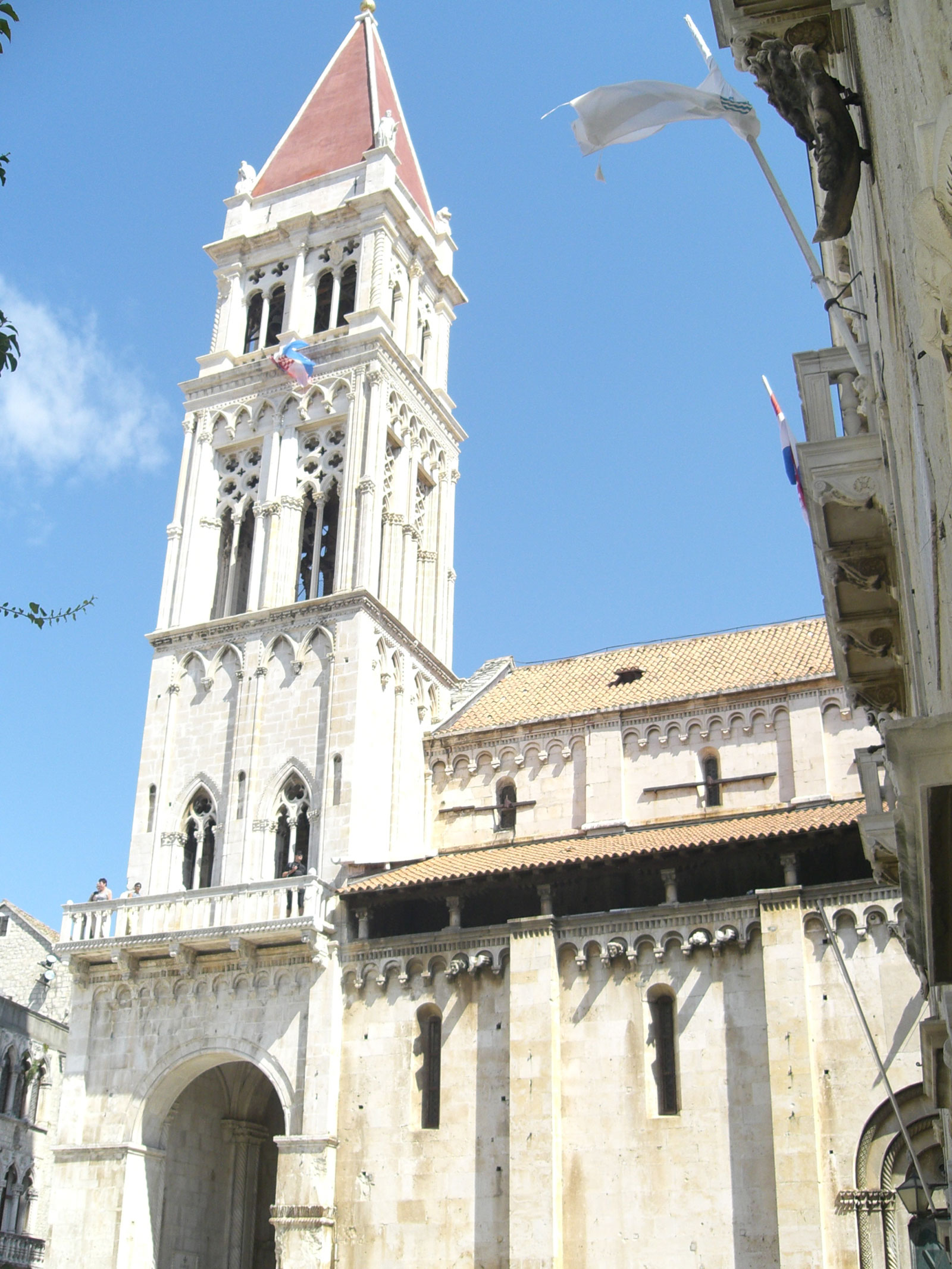
La cattedrale di Traù

Nel 1585 si trasferì a Roma presso lo zio, che gli procurò un impiego presso la corte del cardinale Vincenzo Laureo. Dopo la morte di Giambattista di Pers decano del capitolo di Udine, avvenuta il 31 maggio 1589, papa Sisto V scelse Andreuzzi per la successione e quindi questi ritornò in Friuli; qui però, visto il suo carattere irruente ed irascibile, si trovò ben presto invischiato nelle beghe tra i capitoli di Udine e di Cividale ed anche all'interno dello stesso capitolo udinese. Venne addirittura richiamato a Roma da papa Clemente VIII e dovette riconoscere i propri errori. Continuava, però, a coltivare le proprie conoscenze nella curia romana e divenne vicario del cardinale Pietro Aldobrandini, nipote di Clemente VIII, per l'abbazia di Rosazzo. In questa veste ebbe numerosi scontri con il patriarca di Aquileia, da cui l'abbazia dipendeva; tutti questi scontri resero Andreuzzi inviso a Venezia, poiché lo ritenevano ligio agli interessi della curia romana e non a quelli veneziani.
Quando si rese libera la sede vescovile di Spalato, l'aperta opposizione di Venezia riuscì a fermare l'insediamento dell'Andreuzzi, che era appoggiato dal cardinale Aldobrandini. Per trovare un compromesso, il 15 novembre 1602 fu eletto il vescovo di Segna, Marco Antonio de Dominis, che si impegnò a pagare all'Andreuzzi 500 ducati veneziani l'anno. Due anni dopo Venezia cercò di bloccare la sua nomina ad un'altra diocesi dalmata del suo territorio, quella di Traù, suffraganea di Spalato, ma il 19 luglio 1604 la nomina fu ratificata ed una serie di pensioni sui vescovadi di Traù e di Zara, attribuite a prelati veneziani, fece in modo che la decisione presa a Roma fosse accettata anche a Venezia. La scelta fu particolarmente sgradita al de Domenis, che fino a quel momento si era rifiutato di pagare la pensione concordata all'Andreuzzi, perché corrispondeva a circa un quarto di tutte le entrate dell'Arcidiocesi di Spalato, dichiarando che la sede aveva forti spese non previste al momento della sua nomina, supportato in questo dal capitolo e dalla Comunità di Spalato.
Scoppiata nel 1606 la grave crisi politica tra Roma e Venezia, la Serenissima Repubblica fu colpita dall'interdetto, ma alle diocesi dalmate fu permesso di continuare ad officiare, sia per la loro vicinanza ai domini turchi ed alle diocesi ortodosse. Andreuzzi si dimostrò in tale occasione un deciso sostenitore della curia romana, giungendo al punto di allontanarsi dalla propria sede per recarsi in Friuli, senza curarsi di rispondere alle sollecitazioni delle autorità veneziane della Dalmazia, perché ritornasse nella propria diocesi.
Morì a Traù il 29 novembre 1622; in seguito il corpo fu sepolto nella tomba di famiglia a Udine, nella chiesa di Santa Lucia.

## Genealogia episcopale
La genealogia episcopale è:
- Cardinale Scipione Rebiba
- Cardinale Giulio Antonio Santori
- Cardinale Girolamo Bernerio, O.P.
- Vescovo Marzio Andreuzzi